# Gopha mixtipennis
Gopha mixtipennis är en fjärilsart som beskrevs av Walker 1862. Gopha mixtipennis ingår i släktet Gopha och familjen tandspinnare. Inga underarter finns listade i Catalogue of Life.